# История почты и почтовых марок Непала
История почты и почтовых марок Непала, государства в Гималаях, в Азии со столицей в Катманду. Непал является членом Всемирного почтового союза с 1956 года, и его официальным почтовым оператором выступает «Почта Непала». Непал выпускает собственные почтовые марки с 1881 года.

## Выпуски почтовых марок

### Первые марки

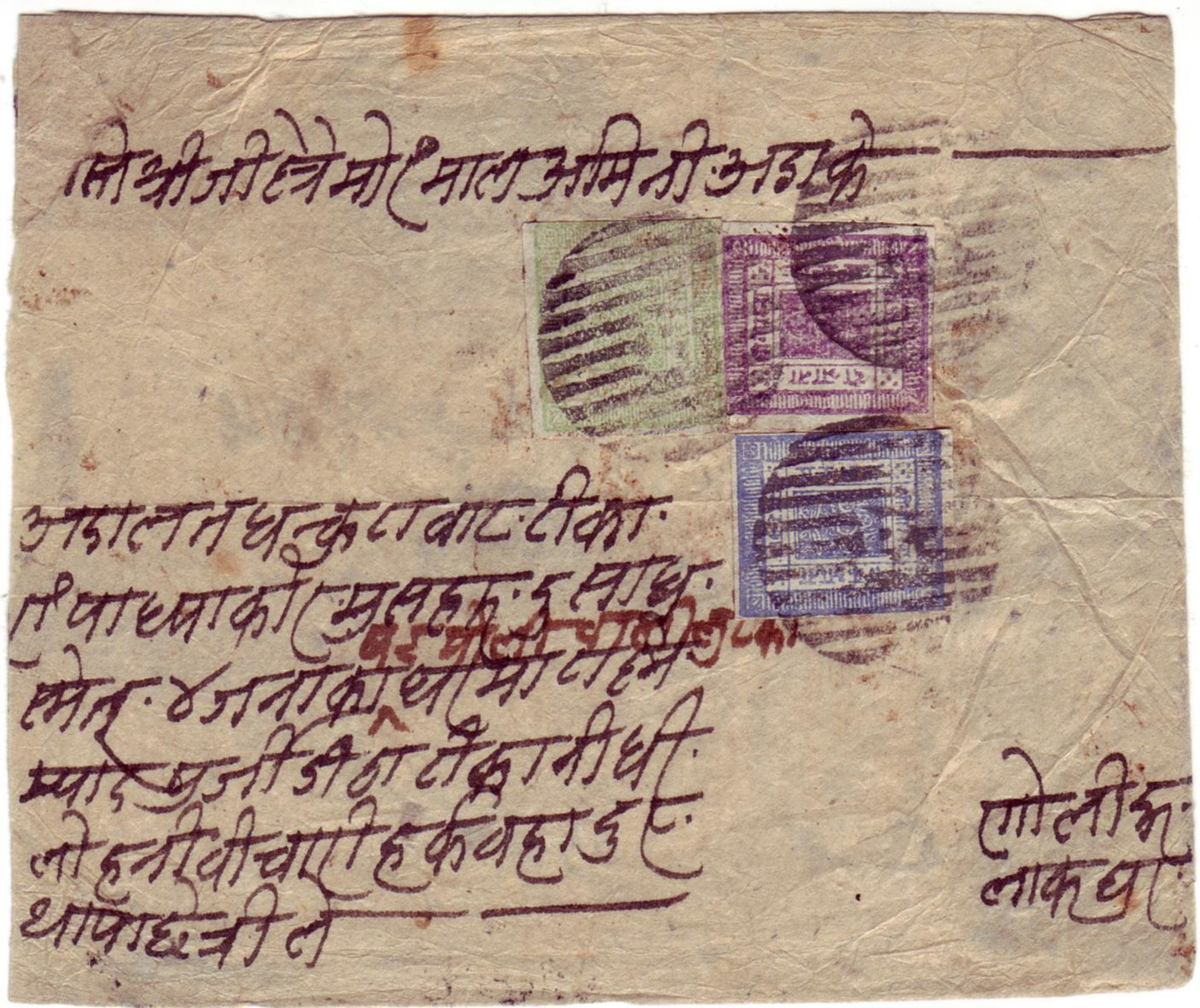
Первые почтовые марки Непала на конверте (1881)

Первые почтовые марки Непала были эмитированы в апреле 1881 года. Это была серия из трёх марок номиналом одна, две и четыре анны, напечатанных на европейской бумаге, с зубцами. Через несколько месяцев они были выпущены без зубцов. В 1886 году эти же почтовые марки были перевыпущены на изготовленной вручную непальской бумаге. Многочисленные тиражи этих первых трёх почтовых марок изготавливались для почтового обращения до 1907 года, когда появились новые напечатанные в Европе почтовые марки с изображением бога Пашупати. Остатки тиражей первых трёх почтовых марок были извлечены из со склада и перевыпущены для использования на телеграфе в 1917 году. За ними последовало ещё несколько выпусков телеграфных марок, последний из которых состоялся в 1929 году.

### Последующие эмиссии

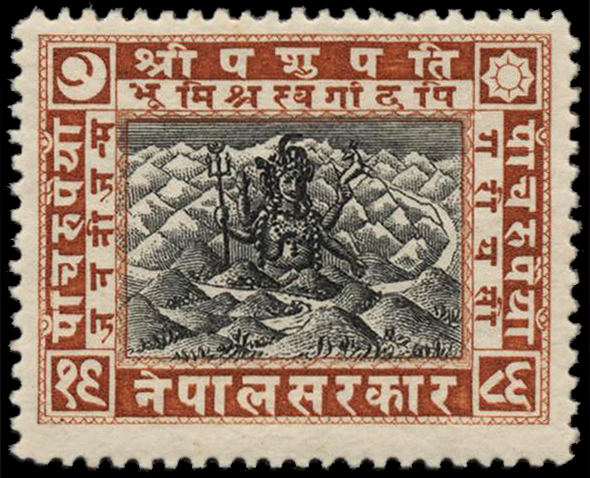
Почтовая марка Непала с изображением Шивы, 1929(Sc #37)

До 1941 года на непальских почтовых марках надписи были только непальские, но после 1941 года были добавлены ещё и надписи на английском языке.

## Другие виды почтовых марок

### Служебные
Служебные марки выходили в почтовое обращение в Непале в 1959—1962 годах. На них присутствовала надпись: англ. «Service» («Служба») и непальская. Всего было эмитировано 15 служебных марок.

## Цельные вещи
С целью внедрения других популярных видов почтовых отправлений, используемых в соседней Индии, в 1887 году Непал также выпустил первую маркированную почтовую карточку. Её характерной особенностью стало сочетание двух цветов: ярко-красного для почтовой марки и чёрного для текстовых надписей. Позднее это сочетание цвета не повторялось на почтовых карточках страны вплоть до сентября 1997 года, когда в ознаменование 110-летия со дня выпуска первой почтовой карточки была отпечатана похожая почтовая карточка номиналом в 75 пайса.